# Unbreakable (Westlifelåt)
Unbreakable är en låt av det irländska pojkbandet Westlife. Singeln släppes 2002 och är gruppens trettonde officiella singel. Den 3 november 2002 låg den först på singel den brittiska singellistan. Låten gavs ut inför släppet av albumet Unbreakable – The Greatest Hits Vol. 1.